# Franssandbi
Franssandbi (Andrena niveata) är en biart som beskrevs av Heinrich Friese 1887. Det ingår i släktet sandbin och familjen grävbin. Inga underarter finns listade i Catalogue of Life.

## Beskrivning
Arten har svart, glänsande grundfärg med vitaktig behåring på huvud och mellankroppens sidor, medan mellankroppens ovansida är klädd med gråbruna till grågula hår hos honan, ljusare hos hanen. Antennerna är till största delen mörka, men spetsen är brungul, hos honan endast på undersidan. Tergiterna 2 till 4 har vita hårband längs bakkanterna. Honan har en kroppslängd på 6 till 8 mm, medan hanens kroppslängd är 6 till 7 mm.

## Ekologi
Franssandbiet förekommer på öppen mark som jordbruksmark, havsstränder, trädesåkrar, sandtäkter, planteringar som gräsmarker, gärna på kalkgrund, kärr, sandhedar, koloniträdgårdar, torra sluttningar och skogsbryn. Det flyger i maj till juni, och är oligolektiskt, det är specialiserat på korsblommiga växter. Det kan emellertid även besöka korgblommiga växter, ärtväxter, fetbladsväxter, sparrisväxter, flockblommiga växter och ranunkelväxter. Som alla sandbin är arten solitär; honan gräver ut sitt bo på grässlänter. Någon kolonibildning som hos vissa andra sandbiarter förekommer inte.

## Utbredning
Arten förekommer i Europa från södra England och Wales samt Spanien i väster över Ryssland till Kaukasus i öster, och från Sverige i norr till södra Spanien och södra Italien i söder. I Nordafrika förekommer den i Tunisien, och i Asien i Turkiet. Den har även observerats i Israel.
I Sverige har arten gått tillbaka kraftigt, och den sista observationen har länge ansetts vara gjord 1950: Både år 2000 och 2005 har arten klassificerats som nationellt utdöd ("RE"). 2009 gjordes emellertid fynd i Skåne, och arten är därför sedan 2010 klassificerad som starkt hotad ("EN"). Den fanns tidigare (fram till 1926) även på Gotland. Främsta orsaken till tillbakagången är minskningen av trädesåkrar i det rationaliserade jordbruket.
Från Finland finns inga observationer.